# میزان (روزنامه)
روزنامه میزان نشریه ارگان نهضت آزادی ایران بود که پس از انقلاب ایران از سال ۱۳۵۸ تا سال ۱۳۶۰ منتشر می‌شد و اسدالله لاجوردی دادستان وقت انقلاب تهران به‌ طور ناگهانی در ظهر روز ۱۷ فروردین ۱۳۶۰ انتشار آن را ممنوع ساخت و مدیر مسئول آن رضا صدر دستگیر شد.

## تحریریه
سردبیری میزان را در سال ۱۳۵۸ عبدالعلی بازرگان بر عهده داشت. مهدی بازرگان نخست‌وزیر سابق نیز از مقاله‌نویسان دائم میزان بود.

## توقیف
حکم اسدالله لاجوردی «دادستان انقلاب اسلامی تهران» که با تصویب شورای عالی قضائی نیز همراه بود، مقرر می‌داشت که روزنامه میزان به همراه سه روزنامه دیگر آرمان ملت، جبهه ملی و انقلاب اسلامی و دو نشریه نامه مردم و عدالت به جرم نشر مقالات تنش‌زا و مخل به مبانی اسلامی و حقوق عمومی جامعه نوپا و انقلابی مردم مسلمان ایران و ایجاد جو مسموم و اختلاف‌انگیز و توطئه خزنده علیه جمهوری اسلامی و مبانی مقدس اسلامی تا اطلاع ثانوی توقیف شده‌اند.
این اقدام که از مهمترین عوامل واقعه ۳۰ خرداد بود عصر همان روز با اعلامیه مبارزه‌جویانه‌ای از سوی ابوالحسن بنی‌صدر رئیس‌جمهور ایران همراه شد.

### تلاش برای انتشار مجدد
در ۳۰ تیر ۱۳۶۰ دکتر یدالله سحابی و مهندس مهدی بازرگان و دکتر کاظم سامی پیش آقای رفسنجانی می‌روند و خواستار آزاد شدن روزنامه میزان می‌شوند.
نهضت آزادی بعدها رفع توقیف روزنامه میزان را در نامه‌ای خطاب به علی خامنه‌ای رئیس جمهور وقت درخواست کردند.